# 1. hokejová liga SR 2024/2025
TIPOS Slovenská hokejová liga 2024/2025 je 32. sezónou 1. hokejové ligy na Slovensku. Týmy na 1. — 6. místě postoupí přímo do čtvrtfinále. Týmy na 7. — 10. místě odehrají předkolo play-off. Pro klub na 11. místě sezona skončí a tým na 12. místě přímo sestoupí do 2. hokejové ligy.

## Systém soutěže
V sezoně 2024/2025 se hraje v jedné skupině. Liga má 12 účastníků + mládežnický tým slovenské reprezentace do 18 let. Vítěz 1. ligy postoupí přímo do Tipos extraligy.

## Kluby
| Klub                          | Město             | Stadion                          | Kapacita |
| ----------------------------- | ----------------- | -------------------------------- | -------- |
| HK ‘95 Považská Bystrica      | Považská Bystrica | Zimní stadion Považská Bystrica  | 2 400    |
| HC Topoľčany                  | Topoľčany         | Zimní stadion Topoľčany          | 3 400    |
| HK Gladiators Trnava          | Trnava            | Zimní stadion Trnava             | 3 200    |
| HK DOXXbet Detva              | Detva             | Zimní stadion Detva              | 1 800    |
| HK Skalica                    | Skalica           | Skalica Aréna                    | 4 095    |
| TSS GROUP Dubnica             | Dubnica nad Váhom | Zimný štadión Dubnica nad Váhom  | 3 500    |
| HC Prešov                     | Prešov            | Zimní štadión Prešov             | 3 600    |
| HC 19 Humenné                 | Humenné           | Zimní stadion Humenné            | 4 500    |
| HC TEBS Bratislava            | Bratislava        | Zimní stadion Vladimíra Dzurilly | 3 500    |
| HK TAM Levice                 | Levice            | Zimní stadion Levice             | 2 286    |
| HK MŠK Indian Žiar nad Hronom | Žiar nad Hronom   | Slovalco Aréna                   | 2 500    |
| HK STEEL Team Trebišov        | Trebišov          | Zimní stadion Trebišov           | 4 000    |
| JOJ ŠPORT Slovensko 18        | Piešťany          | Zimný štadión Piešťany           | 3500     |

## Tabulka
Tabulka je aktuální k 31. 1. 2025.
| Poř. | Tým                      | Z  | V  | VP | PP | P  | VG  | OG  | B  |
| ---- | ------------------------ | -- | -- | -- | -- | -- | --- | --- | -- |
| 1.   | HC PREŠOV                | 35 | 29 | 1  | 0  | 5  | 137 | 55  | 89 |
| 2.   | HK Skalica               | 36 | 21 | 5  | 2  | 8  | 143 | 85  | 75 |
| 3.   | HK Žiar nad Hronom       | 34 | 23 | 1  | 2  | 8  | 139 | 97  | 73 |
| 4.   | TSS GROUP Dubnica        | 36 | 22 | 1  | 2  | 11 | 107 | 96  | 70 |
| 5.   | HC 19 Humenné            | 35 | 18 | 4  | 3  | 10 | 116 | 83  | 65 |
| 6.   | HC Topoľčany             | 35 | 15 | 6  | 2  | 12 | 135 | 114 | 59 |
| 7.   | HK ‘95 Považská Bystrica | 36 | 15 | 3  | 5  | 13 | 116 | 109 | 56 |
| 8.   | HK TAM Levice            | 36 | 9  | 3  | 6  | 18 | 101 | 130 | 39 |
| 9.   | HC TEBS Bratislava       | 35 | 9  | 4  | 3  | 19 | 89  | 121 | 38 |
| 10.  | HK Detva                 | 36 | 8  | 5  | 3  | 20 | 95  | 131 | 37 |
| 11.  | HK STEEL TEAM Trebišov   | 35 | 4  | 4  | 6  | 21 | 86  | 130 | 26 |
| 12.  | HK Gladiators Trnava     | 34 | 6  | 1  | 4  | 23 | 58  | 126 | 24 |
| N    | JOJ ŠPORT Slovensko 18   | 17 | 3  | 0  | 0  | 14 | 37  | 82  | 9  |

| Vysvětlivka            |
| ---------------------- |
| Postupující do playoff |
| Předkolo Play-off      |
| Sestup                 |
| Mimo soutěž            |

## Hráčské statistiky základní části

### Kanadské bodování
Toto je průběžné pořadí hráčů podle dosažených bodů. Za jeden vstřelený gól nebo přihrávku na gól hráč získal jeden bod.
Aktualizace k 31. 1. 2025.
| Poř. | Hráč                 | Tým                      | Z  | G  | A  | B  | TM | +/- |
| ---- | -------------------- | ------------------------ | -- | -- | -- | -- | -- | --- |
| 1.   | Martin Jakúbek       | HK Žiar nad Hronom       | 33 | 19 | 35 | 54 | 37 | +16 |
| 2.   | Oleksandr Plochotnik | HC Topoľčany             | 31 | 13 | 30 | 43 | 2  | +14 |
| 3.   | Patrik Lušňák        | HK ‘95 Považská Bystrica | 36 | 18 | 22 | 40 | 64 | 0   |
| 4.   | Oleksandr Peresunko  | HC PREŠOV                | 33 | 19 | 20 | 39 | 2  | +22 |
| 5.   | Vladimír Vybiral     | HC Topoľčany             | 32 | 17 | 22 | 39 | 6  | -3  |
| 6.   | Igor Safaralejev     | HC 19 Humenné            | 32 | 16 | 23 | 39 | 37 | +18 |
| 7.   | Filip Vaško          | HC 19 Humenné            | 35 | 15 | 24 | 39 | 14 | +23 |
| 8.   | Aapo Alapuranen      | HK TAM Levice            | 33 | 17 | 21 | 38 | 24 | +2  |
| 9.   | Dávid Gergel         | HC Topoľčany             | 32 | 19 | 18 | 37 | 10 | +15 |
| 10.  | František Alex Kupka | HK TAM Levice            | 34 | 15 | 22 | 37 | 16 | +6  |

### Hodnocení brankářů
Toto je průběžné pořadí nejlepších pěti brankářů.
Aktualizace k 31. 1. 2025.
| Poř. | Hráč           | Tým               | Z  | MIN     | OG | PZ  | PS  | POG  | Úsp%  |
| ---- | -------------- | ----------------- | -- | ------- | -- | --- | --- | ---- | ----- |
| 1.   | Michal Vojvoda | HK Skalica        | 19 | 1131:59 | 37 | 538 | 575 | 1.96 | 93.57 |
| 2.   | Patrik Lietava | TSS GROUP Dubnica | 24 | 1385:49 | 50 | 727 | 777 | 2.16 | 93.57 |
| 3.   | Juraj Ovečka   | HC PREŠOV         | 15 | 854:57  | 24 | 338 | 362 | 1.68 | 93.37 |
| 4.   | Juraj Beržinec | HK Skalica        | 18 | 1090:00 | 46 | 605 | 651 | 2.53 | 92.93 |
| 5.   | Patrik Kozel   | HC 19 Humenné     | 15 | 897:21  | 31 | 385 | 416 | 2.07 | 92.55 |